# 기장시장
기장시장(機張市場)는 대한민국의 부산광역시 기장군 기장읍 대라리에 위치한 재래 시장이다. 일제강점기인 1944년에 오일장을 개장하여, 대한민국 정부 수립 이후부터 1985년에 현대식 상설시장으로 변모되었다.

## 교통편
- 동해본선 기장역